# Betty Boop (banda)
Betty Boop é uma girl band de power pop da Sérvia.

## História da banda
A banda foi formada em 2005 em Belgrado, Sérvia , composta por Tara Krlić (vocal e guitarra), Anja Prošić (bateria) e  Nikolina "Nina" Doroškov (baixo), sob o orientação de seu idealizador e empresário Ognjen Cvekić.
A banda participou de muitos festivais, incluindo Zrenjanin (2005), Festival da canção infantil do Eurovision (2006), Sunčane Skale (2006 e 2008), Slavianskii Bazaar e Beovizija (2007 e 2008). Em Beovizija 2007, sua canção "Sama" terminou em 2º lugar. Elas melhoraram sua classificação no ano seguinte, quando seu single "Kvar" ficou em terceiro lugar no Beovizija 2008. Em 2008, elas ganharam o prêmio New Star no festival Sunčane Skale em Herceg Novi. Anteriormente, elas ocupavam o segundo lugar em 2006.
Em 2008, Krspogačin deixou a banda e Teodora Baković entrou, saindo após um curto período, em seguida, Marija Mandic deu lugar à Tara Krlić, que assumiu os vocais.

## Membros
- Tara Krlić (nascida em 29 de dezembro de 1990) - vocal e guitarra
- Nina Doroškov (nascida em 27 de setembro de 1990) - baixo
- Anja Prošić (nascida em 19 de janeiro de 1991) - bateria

## Discografia
| Ano  | Single        | Álbum                                                          |
| ---- | ------------- | -------------------------------------------------------------- |
| 2005 | Tajna         | Single Sem Álbum                                               |
| 2006 | Bolja Od Tebe | Coletânea - Nove Zvijezde (Sunčane Skale - Herceg Novi 2006)   |
| 2006 | Sad Ja        | Coletânea - Festival Zabavne Muzike Vrnjačka Banja 2006        |
| 2007 | Sama          | Coletânea - Beovizija 2007                                     |
| 2007 | Blizu         | Coletânea - 14. Muzički Festival Budva '07. - Novi Hitovi Leta |
| 2008 | Kvar          | Coletânea - Beovizija 2008                                     |
| 2008 | Dobar Dan     | Coletânea - Sunčane Skale 2008 - Nove Zvijezde                 |
| 2011 | Niko Kao Ti   | Coletânea - Katalog Izdanja (Pjesma ljeta 2011)                |
| 2011 | Loša Devojka  | Single Sem Álbum                                               |
| 2011 | Srčana Mana   | Single Sem Álbum                                               |